# 工藤三郎
工藤 三郎（くどう さぶろう、1953年〈昭和28年〉6月1日 - ）は、日本のフリーアナウンサー。元NHKエグゼクティブアナウンサー、元嘱託職。株式会社オフィスカノン所属。

## 人物
大分県大分市出身。大分県立大分舞鶴高等学校を経て、慶應義塾大学法学部政治学科卒業後、1976年（昭和51年）にNHKに入局。
スポーツアナウンサーとしてのキャリアが長く、プロ野球を中心に様々な競技の実況を行ってきた。チーフアナウンサーを経て、2002年（平成14年）に局次長級エグゼクティブアナウンサーに昇進。2018年（平成30年）6月30日付で嘱託職からも退き退職、同じく協会の元局員である羽佐間正雄が代表を務める株式会社オフィスカノンに所属する。
トロンボーン演奏の特技を持つ。大学時代にはジャズサークル「慶應義塾大学ライトミュージックソサエティ」に所属しており、元NHKアナウンサーの明石勇はサークルの先輩でもある。

## オリンピック中継エピソード
1994年のリレハンメルオリンピックのスキージャンプ団体戦で、原田雅彦の二回目が「世紀の大失敗ジャンプ」に終わり、日本チームはドイツに逆転され金メダルを逃してしまう。この試合を実況していた工藤は、試技直後に座り込んで頭を抱える原田の姿を目の当たりにすることとなる。
その4年後に開催された長野オリンピックでは、個人ラージヒルの実況をジャパンコンソーシアムの一員として担当。この試合、一回目を終えて6位の原田が逆転でメダルを獲得するためには、飛距離・飛形点（空中姿勢と着地姿勢の美しさ）ともに高いレベルで実現する必要があった。放送席の工藤は、原田が二回目の助走を始めた時、「さぁ原田、因縁の二回目」と語り、そのジャンプの着地前後には「立て、立て、立てぇ、立ってくれ〜!!………立った〜!!」と叫ぶ。原田の二回目は、それ以上飛ぶと安全・安定した着地が困難とされるK点（当時120ｍ）をはるかに超え、自動計測可能な135ｍをも超える大ジャンプだった。そして正式な飛距離は、残りの5選手が試技を終えるまで確定しない程のものであり、審判団による測定が出るまで10分近くかかったこの「大ジャンプ」により原田は逆転で銅メダルを獲得している。
2008年の北京オリンピックでは、アーチェリー女子個人準決勝・張娟娟（中国）vs尹玉姫（韓国）を実況した際、韓国選手が矢を放とうとしているにもかかわらず中国の応援団が笛を吹くなどして静かにしなかった。この状況に実況中の工藤は「静かに」との言葉を発していた。また、女子ソフトボールの決勝戦の実況も担当し、日本初優勝の瞬間に立ち会うこととなった。
NHKの後輩アナウンサー刈屋富士雄は、目標とする人に工藤三郎を挙げている。特にバルセロナオリンピック陸上競技400メートル競走で、メダルも期待された高野進が8位に終わったとき、「メダルを逃しました」などと言わず「高野は世界の8位」と短いフレーズで高野の力走の価値を表現したことをその理由としている。また、前述の長野オリンピックでの実況において、原田雅彦が空中に跳び出した瞬間に着地が困難になるほどの大ジャンプをすることを先見し、「立ってくれ」と発した言葉を名フレーズとし、その発声のタイミングも絶妙だとしている。
オリンピックでは開会式と閉会式の実況も多く、開会式ではアルベールビル（1992年冬季）、バルセロナ（1992年夏季）、シドニー（2000年夏季）、ソルトレイクシティ（2002年冬季）で、閉会式ではカルガリー（1988年冬季）、バルセロナ、シドニー、ソルトレイクシティでそれぞれ実況した。なお、トリノ（2006年冬季）の実況には携わらなかったが、東京でのスタジオキャスターを担当した。
2010年バンクーバーオリンピックは現地には赴かず、東京の放送センターでのスタジオ解説（ベストセレクション担当。タレントのベッキー、鈴木奈穂子との共同出演）を務めた。
2012年ロンドンオリンピックでは現地のロンドンに赴くが実況には携わらず、山岸舞彩とともに中継番組現地キャスターとして出演した。
2014年ソチオリンピックでは現地に赴くが実況には携わらず、杉浦友紀とともに中継番組現地キャスターとして出演した。

## 現在の担当番組
- ラジオ深夜便（第1・3火曜担当アンカー）

アンカーコーナー「2020に託すもの」(第2日曜深夜開始分の月曜4時)の企画・取材
2019年度は、第1・3火曜日担当になる。
- NHKプロ野球他スポーツ中継（メジャーリーグ、高校野球、ゴルフ、箱根駅伝ラジオ実況など）

※特にプロ野球セントラルリーグ・読売ジャイアンツ主催のナイトゲームを総合テレビで放送するときにはほぼ毎回実況を担当している。ただし、2006年度に限っては帯の報道番組（スポーツ&ニュース）担当も兼ねていたため、実況担当の曜日が限られていた。現在は再び実況メインとなっている。2016年夏の第98回高校野球全国大会の実況も担当した。
- BSJapanext「大正製薬presents PGAツアーテレビプログラム PGAツアー2022ｰ2023」[6]

もとはNHK衛星第1放送時代からBS1(名称は当時、現NHK BS)で約30年にわたり放送されていたが、NHKのBS放送体制の見直しのため、2022ｰ2023年シーズンの途中、2022年11月でNHKでの放送が終了となり、2023年1月以後、BSJapanextに放送権を委譲したもの。(NHK側は、彼の退職後もJGTOの国内ツアーに関しては不定期ながら引き続き中継している)
- DAZNプロ野球中継（「BASEBALL ZONE」含む 実況・不定期）

初担当は2024年の交流戦最終戦だった6月16日（MC：中居正広、解説：落合博満、工藤公康）。

## 過去の担当番組
旭川局時代
- ハローサタデー旭川

大阪局時代
- カルガリーオリンピック（閉会式実況担当、1988年）

東京アナウンス室異動後
- アルベールビルオリンピック（開会式実況担当、1992年）
- バルセロナオリンピック（開会式・閉会式実況担当、1992年）
- リレハンメルオリンピック（ジャンプ・ラージヒル団体実況担当、1994年）
- 長野オリンピック（スキージャンプ・ラージヒル実況担当、1998年）
- シドニーオリンピック（開会式・閉会式実況担当、2000年）
- ソルトレイクシティオリンピック（開会式・閉会式実況担当、2002年）
- トリノオリンピック（東京スタジオキャスター、2006年）
- スポーツ&ニュース（2006年4月 - 2007年3月）
- NHKニュース7

※1995年11月30日に1度だけスポーツコーナーを担当したが、これはNHK労組のストライキによるキャスター代行。
- 箱根駅伝ラジオ中継（スタジオキャスター、2007年～2014年）
- ことばおじさんのナットク日本語塾「ジョーオー？ジョオー？」（Eテレ、2007年4月16日）
- ハイビジョン特集（BSハイビジョン）

※過去に1回のみナレーションを担当し、内容は中国の自然に関するもの。
- 北京オリンピック（野球・ソフトボール・アーチェリー実況担当、2008年）
- 第92回高校野球神奈川大会・決勝（総合・関東ローカル、実況担当、2010年）
- 東日本大震災関連の安否情報（2011年）
- 第96回日本陸上競技選手権大会（キャスター、2012年）
- ロンドンオリンピック（現地キャスター、2012年）
- ソチオリンピック（現地キャスター、2014年）
- 第98回高校野球全国大会（総合・全国、実況担当、2016年）
- クラシックリクエスト（NHK-FM、司会、2017年12月29日）
- MGCマラソングランドチャンピオンシップ〜東京五輪代表選考レース 女子〜（2019年9月15日（TBSテレビ（男子）と共同中継））
- クラシックリクエスト（NHK-FM、司会、2019年12月27日）